# Hermandad de San Juan de la Cruz (La Carolina, Jaén)
La Hermandad de San Juan de la Cruz es una hermandad de culto católico, erigida canónicamente en la Parroquia de la Inmaculada Concepción de La Carolina (Jaén), en la comunidad autónoma de Andalucía (España). Su nombre completo es Hermandad de San Juan de la Cruz. Patrono de La Carolina.
Su principal fin es fomentar y difundir el culto al santo patrón de la ciudad, San Juan de la Cruz. Es la encargada, en colaboración con el excelentísimo Ayuntamiento de La Carolina, de la organización de las tradicionales fiestas patronales de La Carolina en honor del santo Doctor de la Iglesia. 
Procesiona la tarde del día 24 de noviembre.
Es la Hermandad decana de La Carolina, y la Hermandad más antigua de España fundada en honor de San Juan de la Cruz.

## Pasos e Imágenes

### San Juan de la Cruz
La actual imagen procesional de San Juan de la Cruz es una talla en madera, realizada en 1969 por el escultor D. Ramón Cuadra Moreno (Úbeda, 1929-1999), siendo estofada y policromada por D. Marcelo Góngora Ramos (Úbeda, 1940-2014). La talla es una réplica encargada por la Hermandad para sustituir a la anterior imagen procesional, obra de Don Enrique Bellido Miquel, que procesionó por última vez el año 1968. Representa al santo vestido con el hábito carmelitano, asido a una cruz. Únicamente ha sido restaurada una vez, en 1998, por Don José Luis Ojeda Navío.
Procesiona en un paso a ruedas, de orfebrería plateada, obra de Orfebrería Orovio (2008), con faldones bordados en terciopelo marrón, obra del bordador Pedro Palenciano (2006).

### Otras imágenes
Desde su fundación, la Hermandad únicamente procesionaba a la imagen titular el día de la fiesta principal (24 de noviembre). No obstante, en periodos de sequías, epidemias, etcétera, junto a la imagen de San Juan de la Cruz se acostumbraba a sacar a la Inmaculada Concepción, Patrona de La Carolina, en procesión de rogativa.  La última ocasión en la que los dos patronos de la ciudad procesionaron de forma conjunta tuvo lugar el 24 de noviembre de 1918, en agradecimiento por haber librado a la ciudad de la gripe española. 
A partir de 1920, la imagen del patrón de la iglesia, San Carlos Borromeo, comenzó a ser procesionada en unas andas prestadas, abriendo el cortejo procesional de San Juan de la Cruz. Esta presencia ha sido siempre intermitente, existiendo largos periodos de tiempo en los que no ha figurado en la procesión del patrón de la Carolina.
En 1997 la Hermandad, representada por el gremio de profesionales del Derecho y Administración de Justicia, volvió a incluir en el cortejo a la imagen de San Carlos (no figuraba en él desde 1970). Para dignificar su presencia la Hermandad adquirió un paso realizado en orfebrería plateada, obra de Orovio (2011) y faldones en terciopelo burdeos, obra de Francisco Perales (2011).

## Cultos
Anualmente la Hermandad celebra en honor de San Juan de la Cruz los siguientes cultos:
- Solemne Triduo. Los días 21 al 23 de noviembre, predicado por un padre de la O.C.D. Parroquia de la Inmaculada Concepción.
- Misa Mayor. El día 24 de noviembre. Parroquia de la Inmaculada Concepción.
- Solemne procesión de alabanza en honor de San Juan de la Cruz, Patrón de La Carolina.
- Novena a San Juan de la Cruz. Los días 25 de noviembre al 3 de diciembre. Ermita de San Juan de la Cruz.

Además de estos actos, la junta de gobierno de la Hermandad asiste corporativamente cada año el día 14 de diciembre a la solemne Misa en la Parroquia de San Juan de la Cruz de la localidad, por ser su fiesta titular. 